# Paraliparis australiensis
Paraliparis australiensis är en fiskart som beskrevs av Stein, Chernova och Anatoly Petrovich Andriashev 2001. Paraliparis australiensis ingår i släktet Paraliparis och familjen Liparidae. Inga underarter finns listade i Catalogue of Life.